# Culinary Institute of Barcelona
El Culinary Institute of Barcelona (CIB) és una escola d'alta cuina i gestió de restaurants amb seu a Barcelona fundada al 2018. El 2020 va aparèixer com una de les tretze millors escoles de cuina del món a la revista digital Chef's Pencil.

## Història
Els seus fundadors, Ferran Fisas, Josep Gala i Pep Nogué es van conèixer treballant en l'àmbit de la docència culinària i van coincidir en la necessitat de renovar els models formatius del sector. Amb el temps, van decidir dur a terme aquestes propostes pedagògiques i van fundar el Culinary Institute of Barcelona com a projecte educatiu propi.
L'escola va obrir les portes al gener de 2019 amb una promoció de 50 alumnes. Segons dades de l'escola, un 80% de l'alumnat prové de fora de l'Estat espanyol. Des dels seus inicis els seus fundadors han volgut deixar clar que els cuiners necessiten conèixer el producte de la mà dels seus productors. Consideren que no han de saber només de cuina sinó també sobre habilitats comunicatives i de treball en equip i que necessiten especialitzar-se.
El projecte pedagògic del CIB es basa en fomentar la creativitat i la innovació en el camp de la gastronomia i la gestió de restaurants. La forma d'avaluar està enfocada a no estigmatitzar l'error i resoldre reptes on l'alumnat ha de fer propostes de resolució a problemes reals. El projecte educatiu s'inspira en la metodologia d'IDEO, basada en el pensament de dissenyador. El 2021, el CIB va publicar un llibre blanc amb la intenció d'explicar la seva proposta formativa que pretén «[p]reparar els nostres alumnes per afrontar els constants i grans canvis de paradigma del segle xxi».
A l'octubre del 2019, coincidint amb el Dia Internacional del Xef, el Culinary Institute of Barcelona va presentar la iniciativa #NoChef per a dignificar la professió de xef d'acord amb els valors de la societat contemporània, així com per a impulsar un canvi a la professió promogut pels propis restaurants, trencant amb el mantra que les escoles de cuina només han d'ensenyar a cuinar. La campanya del 2024 «NoChef: Trenquem amb l'statu quo» va buscar visibilitzar situacions que es viuen i es denuncien en altres professions, però que tanmateix es normalitzen a les cuines professionals, com l'explotació laboral, el maltractament, les addiccions, la discriminació i la pressió constant.